# 2017년 KIA 타이거즈 시즌
2017년 KIA 타이거즈 시즌은 KIA 타이거즈의 36번째 시즌이자 김기태 감독의 부임 후 세 번째 시즌이다. 주장은 내야수 김주찬이 맡았다. 2009년 이후 8년만에 패넌트레이스 우승을 차지했고 한국시리즈 5차전에서 통산 11번째 우승을 차지했다.

## 시범 경기
| 순위 | 구단 | 승 | 패 | 무 | 승률  | 승차 |
| ---- | ---- | -- | -- | -- | ----- | ---- |
| 1위  | kt   | 7  | 3  | 1  | 0.700 | -    |
| 2위  | NC   | 5  | 3  | 3  | 0.625 | 1.0  |
| 3위  | 두산 | 6  | 4  | 2  | 0.600 | 1.0  |
| 3위  | 한화 | 6  | 4  | 2  | 0.600 | 1.0  |
| 5위  | 넥센 | 5  | 4  | 3  | 0.556 | 1.5  |
| 6위  | LG   | 5  | 5  | 2  | 0.500 | 2.0  |
| 7위  | KIA  | 5  | 6  | 0  | 0.455 | 2.5  |
| 8위  | 롯데 | 4  | 5  | 2  | 0.444 | 2.5  |
| 9위  | SK   | 4  | 6  | 2  | 0.400 | 3.0  |
| 10위 | 삼성 | 2  | 9  | 1  | 0.182 | 5.5  |

## 정규 시즌

### 최종 순위
| 순위 | 구단          | 경기수 | 승 | 무 | 패 | 승률  | 승차 |
| ---- | ------------- | ------ | -- | -- | -- | ----- | ---- |
| 1    | KIA 타이거즈  | 144    | 87 | 1  | 56 | 0.608 | -    |
| 2    | 두산 베어스   | 144    | 84 | 3  | 57 | 0.596 | 2    |
| 3    | 롯데 자이언츠 | 144    | 80 | 2  | 62 | 0.563 | 6.5  |
| 4    | NC 다이노스   | 144    | 79 | 3  | 62 | 0.560 | 7    |
| 5    | SK 와이번스   | 144    | 75 | 1  | 68 | 0.524 | 12   |
| 6    | LG 트윈스     | 144    | 69 | 3  | 72 | 0.489 | 17   |
| 7    | 넥센 히어로즈 | 144    | 69 | 2  | 73 | 0.486 | 17.5 |
| 8    | 한화 이글스   | 144    | 61 | 2  | 81 | 0.430 | 25.5 |
| 9    | 삼성 라이온즈 | 144    | 55 | 5  | 84 | 0.396 | 30   |
| 10   | kt 위즈       | 144    | 50 | 0  | 94 | 0.347 | 37.5 |

### 상대별 승패표
- (승-무-패)

| 상대 | 두산  | 롯데  | NC    | SK    | LG     | 넥센   | 한화   | 삼성   | kt     | 합계    |
| ---- | ----- | ----- | ----- | ----- | ------ | ------ | ------ | ------ | ------ | ------- |
| KIA  | 7-1-8 | 9-0-7 | 9-0-7 | 9-0-7 | 10-0-6 | 10-0-6 | 11-0-5 | 12-0-4 | 10-0-6 | 87-1-56 |

## 타이틀
- 월드 베이스볼 클래식 국가대표: 임창용, 양현종, 최형우
- BA 유망주 랭킹: 양현종 (6위)
- 아시아 프로야구 챔피언십 은메달: 김윤동, 임기영, 한승택, 최원준
- 아시아 프로야구 챔피언십 베스트 9: 한승택 (포수)
- KBO MVP: 양현종
- KBO 골든글러브: 양현종 (투수), 안치홍 (2루수), 김선빈 (유격수), 버나디나 (외야수), 최형우 (외야수)
- KBO 골든포토상: 양현종
- 한국시리즈 MVP: 양현종
- 최동원 상: 양현종
- 일구상 최고투수상: 양현종
- 일구상 프로지도자상: 김기태
- 한은회 최고의 선수상: 양현종
- 플레이어스 초이스 어워드 올해의 선수상: 양현종
- 플레이어스 초이스 어워드 기량발전상: 임기영
- 조아제약 프로야구대상 대상: 양현종
- 조아제약 프로야구대상 프로감독상: 김기태
- 조아제약 프로야구대상 기량발전상: 임기영
- 동아스포츠대상 프로야구 올해의 선수: 양현종
- ADT캡스 수비상: 헥터 (투수)
- 한국갤럽 선정 올해를 빛낸 스포츠스타 10위: 양현종
- 한국갤럽 선정 좋아하는 국내 프로야구 선수: 양현종 (7위)
- 웰컴톱랭킹 투수 MVP: 헥터
- 웰컴톱랭킹 타자 MVP: 최형우
- 웰컴톱랭킹 5월 타자 1위: 최형우
- 올스타 선발: 양현종 (선발투수), 김윤동 (구원투수), 김민식 (포수), 안치홍 (2루수), 김선빈 (유격수), 이범호 (3루수), 최형우 (외야수), 버나디나 (외야수)
- 올스타전 퍼펙트 히터 우승: 김윤동
- 컴투스프로야구 KIA 타이거즈 베스트 라인업: 최형우 (좌익수)
- 컴투스프로야구2022 타이틀홀더 라인업: 헥터 (선발투수), 김선빈 (유격수)
- 컴투스프로야구 내일은 MVP 라인업: 양현종 (중계투수)
- 컴투스프로야구 10년대 올스타: 김선빈 (유격수)
- 컴투스프로야구 2010년대 KIA 타이거즈 라인업: 헥터 (선발투수), 김선빈 (유격수), 이명기 (우익수)
- 컴투스프로야구 내일은 국가대표 라인업: 양현종 (선발투수)
- 컴투스프로야구 가을의 전설 라인업: 양현종 (중계투수)
- 컴투스프로야구 벤치클리어링 라인업: 나지완 (좌익수)
- WAR: 헥터 (7.25)
- 득점: 버나디나 (118)
- 볼넷: 최형우 (96)
- 사구: 나지완 (23)
- 타율: 김선빈 (0.370)
- 출루율: 최형우 (0.450)
- 선발등판: 양현종 (31)
- 완투: 임기영 (2)
- 완봉: 임기영 (2)
- 다승: 양현종, 헥터 (20)
- 선발승: 양현종, 헥터 (20)
- 승률: 헥터 (0.800)
- 이닝: 헥터 (201.2)
- 상대한 타자 수: 헥터 (854)
- BB/K: 최형우 (1.17)
- 퀄리티 스타트: 헥터 (23)
- 투구 수: 헥터 (3161)
- 병살 유도: 양현종 (22)
- 경기 당 투구 수: 헥터 (105.4)
- 병살 처리: 안치홍 (98)
- 선발 GSC: 팻딘 (7월 22일 롯데전, 92)

### 퓨처스리그
- 아시아 윈터 베이스볼 리그 준우승: 이민우
- 플레이어스 초이스 어워드 퓨처스리그 우수선수상: 이정훈
- 퓨처스 올스타전 우수타자상: 이정훈
- 퓨처스 올스타: 이민우, 남재현, 이정훈, 이진영
- 남부리그 볼넷: 오준혁 (57)

## 선수단
- 선발투수: 헥터, 양현종, 팻딘, 임기영, 이민우, 정동현, 김진우, 배힘찬
- 구원투수: 김윤동, 임창용, 고효준, 임기준, 심동섭, 정용운, 김명찬, 김종훈, 최영필, 박경태, 홍건희, 박진태, 박지훈, 김광수, 한승혁, 손영민
- 마무리투수: 김세현, 남하준
- 포수: 한승택, 이정훈, 이홍구, 백용환, 김민식
- 1루수: 김주찬, 서동욱, 이인행
- 2루수: 안치홍, 노관현, 최정민, 홍재호
- 유격수: 김선빈, 김지성, 유재신, 최병연
- 3루수: 이범호, 최원준, 고장혁, 김주형
- 좌익수: 최형우, 오준혁, 이진영
- 중견수: 버나디나, 김호령
- 우익수: 이명기, 노수광, 이호신, 신종길
- 지명타자: 나지완

## 주요 타순
- 1. 이명기(RF)
- 2. 김주찬(1B)
- 3. 버나디나(CF)
- 4. 최형우(LF)
- 5. 나지완(DH)
- 6. 안치홍(2B)
- 7. 이범호(3B)
- 8. 김민식(C)
- 9. 김선빈(SS)

## 여담
- 김석환은 2015년 이후 KBO 시범경기에 출전한 최연소 야수가 되었다.
- 헥터는 14연승으로 KBO 리그 역대 개막 선발 최다 연승 타이 기록을 세웠다. 또한 선발 등판 경기 당 6.72이닝을 소화해 2013년 이후 KBO 리그 역대 단일 시즌 규정 이닝을 채운 투수 중 최다 기록을 세웠다.
- 6월 29일 삼성 라이온즈와의 경기에서 팀은 29안타를 쳐 KBO 리그 역대 한 경기 최다 안타 기록을 세웠다.
- 7월 5일 SK 와이번스와의 경기에서 팀은 17대 18로 패배하여 KBO 리그 역대 단일 경기 최다 득점 패배 기록을 세우게 되었다. 또한 이 경기를 통해 팀은 세계 최초 8경기 연속 두자릿수 득점, KBO 리그 역대 최다 타자 연속 출루(12), 최다 타자 연속 안타(11), 최다 타자 연속 득점(12) 기록까지 세웠고, 최형우는 11경기 연속 타점을 기록해 KBO 리그 역대 최다 경기 연속 타점 기록을 세웠다.
- 이진영은 퓨처스 올스타전에서 3타석 3타수 3삼진으로 부진했다.
- 헥터는 총 득점지원 187점으로 2013년 이후 KBO 리그 역대 단일 시즌에 득점지원을 가장 많이 받은 투수다.
- 최병연은 2번의 수비 기회에서 모두 실책을 저질러 수비율 0%에 그쳤다.
- 양현종은 1991년 신동수 이후 26년 만에 규정 이닝을 채우고도 사구를 한 개도 내주지 않은 투수가 되었다.
- 버나디나는 싱커 타율 1.000, 싱커 장타율 3.000으로 2013년 이후 규정 타석 충족 타자 중 단일 시즌 최고 기록을 세웠다.
- 최영필은 이 시즌을 끝으로 은퇴했는데, 통산 50승으로 KBO 리그 역대 통산 1000이닝 투수 중 최소 승리 기록을 보유하고 있다.
- 최영필은 만 40세 때부터의 통산 사이영포인트 50.8로 KBO 리그 40대 투수 통산 최고 기록을 세웠다.
- 최영필은 만 40세 때부터의 멀티이닝 투구 48회, 루킹 탈삼진 38개로 2013년 이후 KBO 리그 40대 투수 통산 최다 기록을 세웠다.
- 양현종은 실책 5개로 KBO 리그 역대 단일 시즌 투수 최다 실책을 기록했다.
- 김선빈은 밤 경기 타율 0.384로 KBO 리그 최고 기록을 세웠다.
- 김명찬, 고장혁, 김호령, 이진영은 경찰 야구단 마지막 기수로 입대했다.